# Ekeberg, Vestfold
Ekeberg (eller Eikeberg ) är en tätort i Holmestrands kommun i Vestfold fylke i sydöstra Norge. Orten ligger vid fylkesväg 313, vid sidan av Europaväg 18 och Vestfoldbanan, söder om staden Drammen.
Tidigare har orten tillhört dåvarande Sande kommun.